# フリードリヒ・ヴェルヴィッチュ

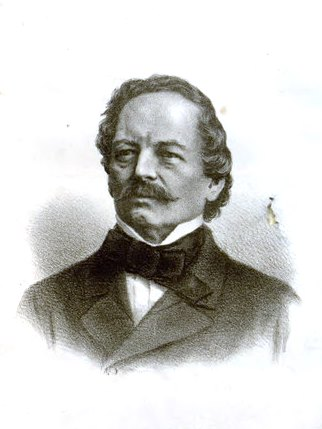
Friedrich Welwitsch

フリードリヒ・ヴェルヴィッチュ（ドイツ語: Friedrich Martin Josef Welwitsch、1806年2月25日 – 1872年10月20日）は、オーストリアの植物学者、探検家である。アンゴラの砂漠で、珍奇植物のウェルウィッチア（乾燥に適応するために、2枚だけの葉の気孔から大気中の湿気を吸収し、長い根によって地下水を吸い上げる植物）を発見したことで知られる。

## 略歴
ケルンテン公国のマリア・ザールの豊かな家に生まれた。父親はスロヴェニア系で、スロヴェニア語での姓はVelbičであるとされ、母親はドイツ系であることが知られている。父親は法律家で、息子に法律を学ぶことを望んだが、ウィーンで医学と植物学を学び、カルニオラ（現在のスロヴェニア地域）モラヴィアで医師として働くが、植物学に専念するために1839年に医師をやめ、オーストリアをでた。当時珍しい植物を取引するヴュルテンベルク植物協会の植物標本交換会（Unio Itineraria）があり、ポルトガルへ赴き、植物標本交換会にカナリア諸島、マデイラ諸島などで採集した植物を送ることにより収入を得た。ポルトガル政府もヴェルヴィッチュに興味を持ち、1853年に当時、ポルトガル領のアンゴラへ派遣された。
彼は6年間をアンゴラで過ごしたが、採取した植物標本8000組、5000種前後のうち1000種前後が学界において新たに知られるようになったものであった。彼は1853年8月8日にアンゴラへ旅立ち、同年9月29日にルアンダに到着した。最初の年はアンブリスのすぐ北のセンボ川河口（'Quizembo' キセンボ）とクアンザ川の河口との間の海岸地帯で過ごし、1854年9月から3年にわたる旅行でベンゴ川に沿ってクアンザ・ノルテ州のゴルンゴ・アルトに至った。最終的にサンジェ（Sange）を拠点とし、そこからさらにダラタンド（'Cazengo' カゼンゴ）やルイニャ川（Luinha）両岸まで遠征を行った。1856年10月にはマランジェ州プンゴ・アンドンゴに至り、そこを足がかりに次の8ヶ月間ペドラス・ネグラス、ペドラス・デ・ギンガ（Pedras de Guinga）、クアンザ川沿いの各地で採取活動を行い、上流域で彼が到達した最も遠い地点はマランジェの南方にあるキソンデ（Quissonde）であった。暫くの間ルアンダに戻っていた後（）1859年に南方へ、ベンゲラを経由してナミベ（現モサメデス; 'Little Fish Bay'）を目指し、次第に沿岸部からカーボ・ネグロ（Cabo Negro）、ピンダ（Pinda）の港（恐らくはトンブアのこと）、バイア・ドス・ティグレス（Baía dos Tigres; cf. ティグレス島）まで旅先を広げた。1859年10月にはナミベからジラウル川（Giraul; 'Maiombo river'）からブンボ（Bumbo）に沿い、セラ・ダ・シェラの斜面上で内陸へと向かった。彼は1860年までウイラ高原上にある Lopollo を拠点とした。アンゴラのナミブ砂漠でウェルウィッチアを発見した。さらに、アメリカ大陸以外で初めて発見されたサボテンである、リプサリス（Rhipsalis baccifera）も発見した。
8年間のアンゴラにおける探検と採集を終えて1861年にポルトガルに戻ると、1863年によりよい研究環境を求めてイギリスに渡り、自然史博物館や王立植物園（キューガーデン）の援助を受けて採集した膨大な標本の分類作業を行った。著書に『アンゴラの菌類』（"Fungi angolense":1868)と 『アンゴラの花環』（"Sertum Angolense":1870年）がある。膨大な標本の大部分が火災で失われた後、ロンドンで没した。残された標本はポルトガル政府とイギリス自然史博物館で所有権が争われ、分け合う形で保有された。

## 著作
- Beiträge zur kryptogamischen Flora Unterösterreichs. In: Beiträge zur Landeskunde Österreichs, vol.4, 1834.
- Synopsis Nostochinearum Austriae inferioris. PhD Thesis, Vienna, 1836.
- Genera Phycearum Lusitanae. (=Actas da Academia das Ciências de Lisboa), Lisbon 1850.
- Apontamentos Fito-geograficos sobre a Flora da Província de Angola na Africa Equinocial. In: Anais do Conselho do Ultramarino de oct. 1858, Lisbon 1858.
- Sinopse explicativa das amostras de Madeiras e drogas medicinais (...) coligidos na provincia de Angola, e enviados a Exposição Internacional de Londres 1862. Lisbon, 1862.
- Sertum Angolense. In: Transactions of the Linnean Societyvol. XXII, London 1869.
- Notizen über die Bryologie von Portugal. In: Flora, 1872.

## ギャラリー

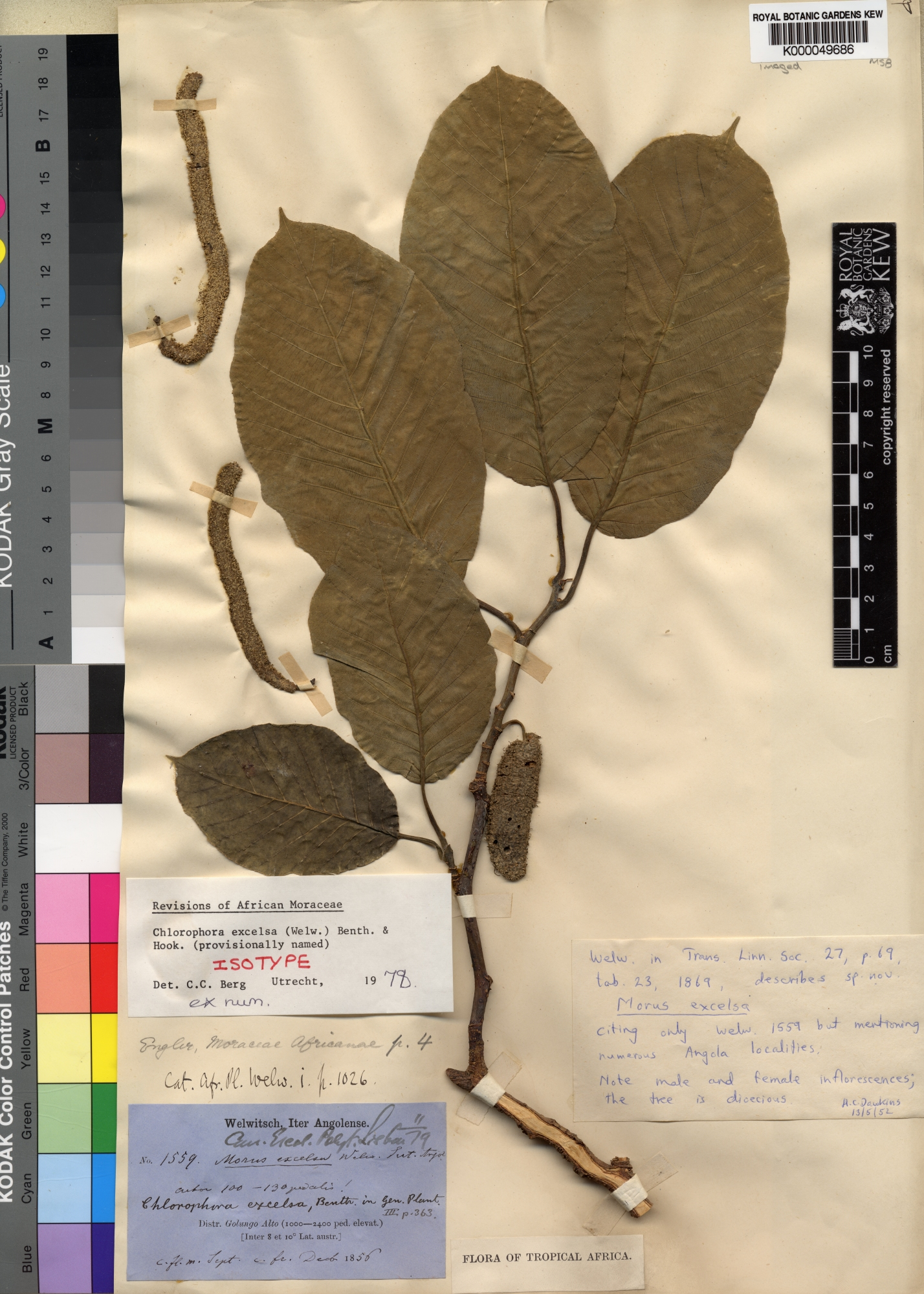
ヴェルヴィッチュによりクアンザ・ノルテ州ゴルンゴ・アルトで採取されたクワ科のイロコ Milicia excelsa (Welw.) C.C.Berg のアイソタイプ (キュー王立植物園所蔵)
ヴェルヴィッチュによりウイラ州にて採取されたアカネ科の Anthospermum welwitschii Hiern(Wikispecies) のタイプ標本 (ロンドン自然史博物館所蔵)

## 関連文献
英語:
- Albuquerque, S.; Figueirôa, S. (2018). “Depicting the invisible: Welwitsch’s map of travellers in Africa”. Earth Sciences History 37 (1):  109–129. doi:10.17704/1944-6178-37.1.109.